# Dragons: Gift of the Night Fury
Dragons: Gift of the Night Fury (en español: Dragones: El regalo de Furia Nocturna) es un cortometraje animado por computadora de Dreamworks Animation dirigido por Tom Owens. Fue lanzado el 15 de noviembre de 2011, en DVD y Blu-ray, junto con otro cortometraje de animación original llamado Book of Dragons.
Basado en Cómo entrenar a tu dragón, el corto se desarrolla en medio de la preparación para las vacaciones de invierno vikingas. Después, todos los dragones inexplicablemente vuelan lejos, el último de ellos, sin saberlo, secuestra a Hipo. La película está protagonizada por las voces de Jay Baruchel, Gerard Butler, Craig Ferguson, America Ferrera, Jonah Hill, T.J. Miller, Kristen Wiig, y Christopher Mintz-Plasse.

## Argumento
Durante una serie de vacaciones de invierno, todos los dragones de Berk inesperadamente salen, dejando a todos angustiados. La única excepción parece ser Toothless (Chimuelo en Hispanoamérica, Desdentao en España), que no puede volar de forma independiente. Por compasión, Hipo le crea una nueva prótesis permitiéndole vuelo independiente, y permite así su fuga. Tres días más tarde, Meatlug, un dragón Gronkle a quien Patapez había mantenido encadenado, se escapa, teniendo inadvertidamente Hipo. Meatlug viaja a una isla manantiales de azufre caliente, donde los otros dragones han ido a incubar sus huevos. Astrid y sus amigos también descubren los huevos de dragón en el nido de Meatlug, que se dispersan alrededor de Berk con la esperanza de levantar los espíritus de los aldeanos. Este plan fracasa porque los huevos dragón eclosionan con una explosión, devastando Berk.
Mientras busca a Toothless, Hipo encuentra a Stormfly (Deadly Nadder de Astrid), Hookfang (el Pesadilla Monstruosa de Patán) y sus bebés. Queriendo llegar a casa, Hipo desencadena involuntariamente la migración de retorno. A pesar de la devastación, los ciudadanos de Berk se alegran al ver a sus dragones regresar.
Durante la celebración posterior, Toothless regresa, después de haber pasado todo el tiempo lejos en busca de casco perdido de Hipo. Al día siguiente Toothless destruye su nueva cola y obliga a Hipo a poner la vieja silla de montar en él y ser su jinete de nuevo. Hipo finaliza el corto diciendo que había dado a Tootless un gran regalo, la libertad, pero Toothless le dio uno mejor, la amistad.

## Reparto
- Jay Baruchel - Hipo
- Gerard Butler - Estoico
- America Ferrera - Astrid Hofferson
- Craig Ferguson - Bocón el Rudo
- Jonah Hill - Mocoso Jorgenson
- Christopher Mintz-Plasse - Patapez Ingerman
- T.J. Miller - Tuffnut Thorston
- Kristen Wiig - Ruffnut Thorston